# Bakkersstraat (Brugge)

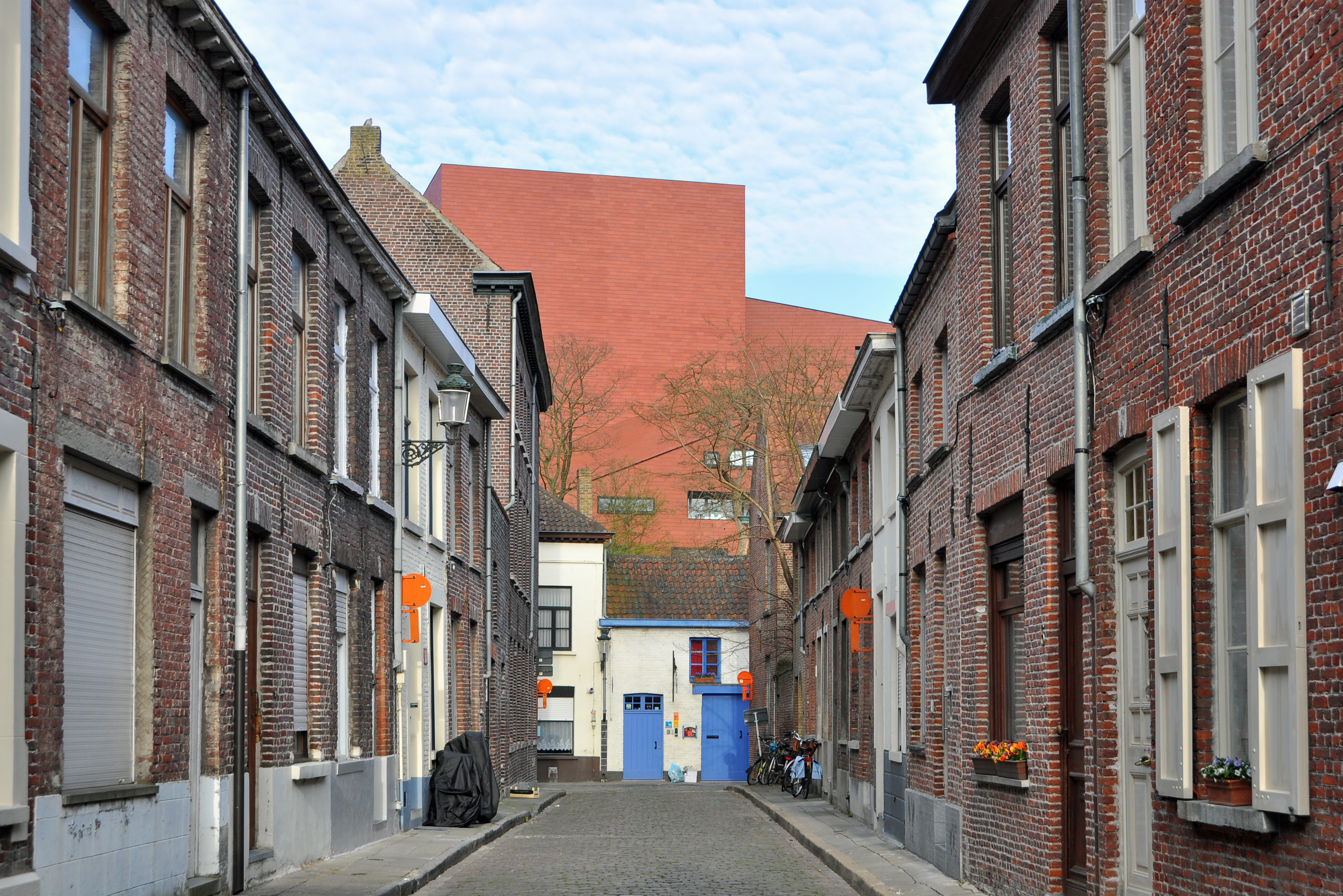
De Bakkersstraat, gezien in de richting van de Westmeers

De Bakkersstraat is een straat in het historisch centrum van Brugge.

## Beschrijving
De Bakkerstraat is een korte straat gelegen tussen de Oostmeers en de Westmeers.
In een tekst van 1510 die over die straat handelt, staat vermeld de strate bachten Sbackere. Men mag veronderstellen (zonder volledige zekerheid) dat de naam verwijst naar de familienaam De Backere.
De naam is pas vanaf het begin van de zestiende eeuw aangetroffen. Voordien heette de straat Pier Cellestraat, eveneens naar een familienaam.